# Élections législatives de 1993 dans le Gard
Les élections législatives françaises de 1993  se déroulent les 21 et 28 mars 1993. Dans ce département, cinq députés sont à élire dans le cadre de cinq circonscriptions.

## Élus
| Circonscription | Député sortant        | Parti | Parti     | Député élu ou réélu | Parti | Parti     |
| --------------- | --------------------- | ----- | --------- | ------------------- | ----- | --------- |
| 1e              | Jean Bousquet         |       | UDF (Rad) | Jean Bousquet       |       | UDF (Rad) |
| 2e              | Jean-Marie Cambacérès |       | PS        | Jean-Marie André    |       | UDF (AD)  |
| 3e              | Georges Benedetti     |       | PS        | Gilbert Baumet      |       | MDR       |
| 4e              | Gilbert Millet        |       | PCF       | Max Roustan         |       | app. UDF  |
| 5e              | Alain Journet         |       | PS        | Alain Danilet       |       | RPR       |

## Positionnement des partis
Les candidats d'alliance RPR-UDF et divers droite se présentent sous la bannière de l'Union pour la France et ceux du Parti socialiste derrière l'Alliance des Français pour le Progrès. Par ailleurs, Les Verts et Génération écologie s'unissent sous l'étiquette Entente des écologistes.

## Résultats

### Résultats à l'échelle du département
| Parti          | Parti                                   | Premier tour | Premier tour | Second tour | Second tour | Sièges |
| Parti          | Parti                                   | Voix         | %            | Voix        | %           | Sièges |
| -------------- | --------------------------------------- | ------------ | ------------ | ----------- | ----------- | ------ |
|                | Rassemblement pour la République        | 38 755       | 14,59        | 52 889      | 21,14       | 1      |
|                | Union pour la démocratie française      | 35 310       | 13,29        | 53 299      | 21,30       | 2      |
|                | Divers droite                           | 12 192       | 4,59         | 27 716      | 11,08       | 1      |
|                | Centre national des indépendants        | 1 843        | 0,69         |             |             | 0      |
|                | Union pour la France                    | 88 100       | 33,17        | 133 904     | 53,52       | 4      |
|                |                                         |              |              |             |             |        |
|                | Divers gauche (Maj. prés.)              | 31 321       | 11,79        | 33 620      | 13,44       | 1      |
|                | Parti socialiste                        | 21 319       | 8,03         | 24 886      | 9,95        | 0      |
|                | Alliance des Français pour le progrès   | 52 640       | 19,82        | 58 506      | 23,38       | 1      |
|                |                                         |              |              |             |             |        |
|                | Les Verts                               | 12 099       | 4,55         |             |             | 0      |
|                | Génération écologie                     | 6 570        | 2,47         | 0           |             |        |
|                | Entente des écologistes                 | 18 669       | 7,03         |             |             | 0      |
|                |                                         |              |              |             |             |        |
|                | Front national                          | 47 252       | 17,79        | 32 737      | 13,08       | 0      |
|                | Parti communiste français               | 43 711       | 16,46        | 25 047      | 10,01       | 0      |
|                | Divers écologiste dont LT-LNÉ           | 6 441        | 2,42         |             |             | 0      |
|                | Divers dont PLN                         | 5 631        | 2,12         | 0           |             |        |
|                | Extrême gauche dont LCR, LO, SÉGA et PT | 3 179        | 1,20         | 0           |             |        |
|                |                                         |              |              |             |             |        |
| Inscrits       | Inscrits                                | 406 864      | 100,00       | 407 222     | 100,00      | 5      |
| Abstentions    | Abstentions                             | 124 824      | 30,68        | 120 989     | 29,71       |        |
| Votants        | Votants                                 | 282 040      | 69,32        | 286 233     | 70,29       |        |
| Blancs et nuls | Blancs et nuls                          | 16 417       | 5,82         | 36 039      | 12,59       |        |
| Exprimés       | Exprimés                                | 265 623      | 94,18        | 250 194     | 87,41       |        |

### Résultats par circonscription

#### Première circonscription (Nîmes)
| Candidat       | Candidat                    | Parti                      | Premier tour | Premier tour | Second tour | Second tour |  |
| Candidat       | Candidat                    | Parti                      | Voix         | %            | Voix        | %           |  |
| -------------- | --------------------------- | -------------------------- | ------------ | ------------ | ----------- | ----------- |  |
|                | Jean Bousquet sortant réélu | UDF (Rad)                  | 15 072       | 33,68        | 24 091      | 62,71       |  |
|                | Lorrain de Saint Affrique   | FN                         | 9 572        | 21,39        | 14 325      | 37,29       |  |
|                | Alain Clary                 | PCF                        | 6 400        | 14,3         |             |             |  |
|                | Bernard Casaurang           | PS (ADFP)                  | 5 918        | 13,22        |             |             |  |
|                | Joseph Alcon                | GÉ (EÉ)                    | 2 962        | 6,62         |             |             |  |
|                | Bernard Sestier             | Divers gauche (Maj. prés.) | 1 123        | 2,67         |             |             |  |
|                | Raymonde Bresson            | LT-LNÉ                     | 1 038        | 1,92         |             |             |  |
|                | Frédéric Bompard            | Divers gauche (Maj. prés.) | 870          | 1,94         |             |             |  |
|                | Alain Chaniac               | SÉGA                       | 512          | 1,14         |             |             |  |
|                | Alain Rivron                | PT                         | 460          | 1,03         |             |             |  |
|                | Abdelkader Ainine           | Divers                     | 376          | 0,84         |             |             |  |
|                | Joseph Ponsot               | Divers                     | 229          | 0,51         |             |             |  |
|                | Danila Montacci             | AP                         | 218          | 0,49         |             |             |  |
|                |                             |                            |              |              |             |             |  |
| Inscrits       | Inscrits                    | Inscrits                   | 72 802       | 100,00       | 72 788      | 100,00      |  |
| Abstentions    | Abstentions                 | Abstentions                | 25 610       | 35,18        | 25 910      | 35,6        |  |
| Votants        | Votants                     | Votants                    | 47 192       | 64,82        | 46 878      | 64,4        |  |
| Blancs et nuls | Blancs et nuls              | Blancs et nuls             | 2 442        | 5,17         | 8 462       | 18,05       |  |
| Exprimés       | Exprimés                    | Exprimés                   | 44 750       | 94,83        | 38 416      | 81,95       |  |

#### Deuxième circonscription (Beaucaire)
| Candidat       | Candidat                      | Parti                | Premier tour | Premier tour | Second tour | Second tour |  |
| Candidat       | Candidat                      | Parti                | Voix         | %            | Voix        | %           |  |
| -------------- | ----------------------------- | -------------------- | ------------ | ------------ | ----------- | ----------- |  |
|                | Jean-Marie André élu          | UDF (PR)             | 13 181       | 22,74        | 29 208      | 61,34       |  |
|                | Charles de Chambrun           | FN                   | 11 890       | 20,52        | 18 412      | 38,66       |  |
|                | Bernard Deschamps             | PCF                  | 9 549        | 16,48        |             |             |  |
|                | Simon Casas                   | RPR                  | 8 442        | 14,57        |             |             |  |
|                | Jean-Marie Cambacérès sortant | Divers gauche (ADFP) | 7 359        | 12,7         |             |             |  |
|                | Christian Eymard              | GÉ (EÉ)              | 3 608        | 6,23         |             |             |  |
|                | Robert Matthieu               | Divers droite        | 1 684        | 2,91         |             |             |  |
|                | Martine Borde                 | LT-LNÉ               | 1 424        | 2,46         |             |             |  |
|                | Jean-Pierre Bliaux            | Divers écologiste    | 445          | 0,77         |             |             |  |
|                | Gérard Persy                  | PLN                  | 253          | 0,44         |             |             |  |
|                | Robert Berenguier             | Divers               | 117          | 0,2          |             |             |  |
|                |                               |                      |              |              |             |             |  |
| Inscrits       | Inscrits                      | Inscrits             | 89 302       | 100,00       | 89 292      | 100,00      |  |
| Abstentions    | Abstentions                   | Abstentions          | 27 869       | 31,21        | 30 260      | 33,89       |  |
| Votants        | Votants                       | Votants              | 61 433       | 68,79        | 59 032      | 66,11       |  |
| Blancs et nuls | Blancs et nuls                | Blancs et nuls       | 3 481        | 5,67         | 11 412      | 19,33       |  |
| Exprimés       | Exprimés                      | Exprimés             | 57 952       | 94,33        | 47 620      | 80,67       |  |

#### Troisième circonscription (Bagnols-sur-Cèze)
| Candidat       | Candidat           | Parti                | Premier tour | Premier tour | Second tour | Second tour |  |
| Candidat       | Candidat           | Parti                | Voix         | %            | Voix        | %           |  |
| -------------- | ------------------ | -------------------- | ------------ | ------------ | ----------- | ----------- |  |
|                | Gilbert Baumet élu | Divers gauche (ADFP) | 17 657       | 28,38        | 33 620      | 54,65       |  |
|                | André Savonne      | RPR                  | 13 129       | 21,1         | 27 895      | 45,35       |  |
|                | Jean Miclot        | FN                   | 9 967        | 16,02        |             |             |  |
|                | René Cret          | UDF (CDS)            | 7 057        | 11,34        |             |             |  |
|                | René Mathieu       | PCF                  | 6 921        | 11,12        |             |             |  |
|                | Alain Bertolino    | Les Verts (EÉ)       | 4 369        | 7,02         |             |             |  |
|                | Martine Luguel     | LT-LNÉ               | 1 661        | 2,67         |             |             |  |
|                | Maryse Clément     | MDC                  | 1 458        | 2,34         |             |             |  |
|                |                    |                      |              |              |             |             |  |
| Inscrits       | Inscrits           | Inscrits             | 90 414       | 100,00       | 90 396      | 100,00      |  |
| Abstentions    | Abstentions        | Abstentions          | 24 789       | 27,42        | 23 145      | 25,6        |  |
| Votants        | Votants            | Votants              | 65 625       | 72,58        | 67 251      | 74,4        |  |
| Blancs et nuls | Blancs et nuls     | Blancs et nuls       | 3 406        | 5,19         | 5 736       | 8,53        |  |
| Exprimés       | Exprimés           | Exprimés             | 62 219       | 94,81        | 61 515      | 91,47       |  |

#### Quatrième circonscription (Alès)
| Candidat       | Candidat               | Parti                      | Premier tour | Premier tour | Second tour | Second tour |  |
| Candidat       | Candidat               | Parti                      | Voix         | %            | Voix        | %           |  |
| -------------- | ---------------------- | -------------------------- | ------------ | ------------ | ----------- | ----------- |  |
|                | Gilbert Millet sortant | PCF                        | 12 335       | 24,3         | 25 047      | 47,47       |  |
|                | Max Roustan élu        | app. UDF                   | 10 508       | 20,7         | 27 716      | 52,53       |  |
|                | Jean-Michel Vergnes    | FN                         | 8 251        | 16,25        |             |             |  |
|                | Gérard Baroni          | PS (ADFP)                  | 4 682        | 9,22         |             |             |  |
|                | Alain Fabre-Pujol      | Divers gauche (Maj. prés.) | 4 312        | 8,49         |             |             |  |
|                | Max Romanet            | RPR                        | 3 499        | 6,89         |             |             |  |
|                | Thierry Tournaire      | Les Verts (EÉ)             | 3 365        | 6,63         |             |             |  |
|                | François Gilles        | CNI                        | 1 843        | 3,63         |             |             |  |
|                | Michèle Villanueva     | LO                         | 758          | 1,49         |             |             |  |
|                | Anne-Marie Lombart     | UÉD                        | 570          | 1,12         |             |             |  |
|                | Dominique Herman       | LCR                        | 428          | 0,84         |             |             |  |
|                | Francis Somarriba      | PLN                        | 210          | 0,41         |             |             |  |
|                |                        |                            |              |              |             |             |  |
| Inscrits       | Inscrits               | Inscrits                   | 77 167       | 100,00       | 77 571      | 100,00      |  |
| Abstentions    | Abstentions            | Abstentions                | 22 823       | 29,58        | 20 122      | 25,94       |  |
| Votants        | Votants                | Votants                    | 54 344       | 70,42        | 57 449      | 74,06       |  |
| Blancs et nuls | Blancs et nuls         | Blancs et nuls             | 3 583        | 6,59         | 4 686       | 8,16        |  |
| Exprimés       | Exprimés               | Exprimés                   | 50 761       | 93,41        | 52 763      | 91,84       |  |

#### Cinquième circonscription (Le Vigan)
| Candidat                     | Candidat              | Parti          | Premier tour | Premier tour | Second tour | Second tour |  |
| Candidat                     | Candidat              | Parti          | Voix         | %            | Voix        | %           |  |
| ---------------------------- | --------------------- | -------------- | ------------ | ------------ | ----------- | ----------- |  |
|                              | Alain Danilet élu     | RPR (UPF)      | 13 685       | 27,4         | 24 994      | 50,11       |  |
|                              | Alain Journet sortant | PS (ADFP)      | 10 719       | 21,46        | 24 886      | 49,89       |  |
|                              | Fernand Balez         | PCF            | 8 506        | 17,03        |             |             |  |
|                              | Christian Pujol       | FN             | 7 572        | 15,16        |             |             |  |
|                              | Roger Travier         | Les Verts (EÉ) | 4 365        | 8,74         |             |             |  |
|                              | Jean-Michel Teulade   | Divers         | 2 465        | 4,94         |             |             |  |
|                              | Madeleine Pinot       | LT-LNÉ         | 1 303        | 2,61         |             |             |  |
|                              | Lucien Degorge        | LO             | 1 021        | 2,04         |             |             |  |
|                              | Joëlle Guichard       | PLN            | 305          | 0,61         |             |             |  |
|                              |                       |                |              |              |             |             |  |
| Inscrits                     | Inscrits              | Inscrits       | 77 179       | 100,00       | 77 175      | 100,00      |  |
| Abstentions                  | Abstentions           | Abstentions    | 23 733       | 30,75        | 21 552      | 27,93       |  |
| Votants                      | Votants               | Votants        | 53 446       | 69,25        | 55 623      | 72,07       |  |
| Blancs et nuls               | Blancs et nuls        | Blancs et nuls | 3 505        | 6,56         | 5 743       | 10,32       |  |
| Exprimés                     | Exprimés              | Exprimés       | 49 941       | 93,44        | 49 880      | 89,68       |  |
| Source : Assemblée nationale |                       |                |              |              |             |             |  |